# Върховно народно събрание на КНДР
Върховното народно събрание (на корейски: 최고인민회의) е висшият законодателен и представителен орган на Корейската народно-демократична република.
Еднокамарен парламент с 687 мандата, избирани за срок от 5 години.
Конституцията на страната признава Корейската работническа партия като основната партия на държавата. Работническата партия, ръководена от Ким Чен Ун, управлява КНДР в коалиция Демократичен фронт за обединение на отечеството, заедно със Социалдемократическата партия и Чондоистката партия. Изборите се провеждат в петгодишни интервали, като последните са от 2014 г.

## История
През 1990 г., съставът от ВНС е 601 места, заемани от Корейската работническа партия, 51 места от Социалдемократическата партия, 22 места за Чондоистката партия, и 13 места за независими.
Последната конвенция по време на управлението на Ким Ир Сен се състои през април 1994 г., три месеца преди смъртта му. След това по време на периода на траур събранието не работи, нито се провеждат избори. Следващата избори са през септември 1998 г., четири години след смъртта на Ким.
Ким Чен Ир не направи изказване на първото заседание на 10-ия ВНС през 1998 г. Вместо това, членовете слушат касета със записана реч на покойния Ким Ир Сен, която е направена в първата сесия на 9-ия ВНС от 1991 г.
Ким Йонг-Нам е председател на президиума на събранието и де юре държавен глава на Северна Корея от 1998 г. насам.
На 14 април 2012 г., по време на петата сесия на XII ВНС, Ким Чен Ун е избран за върховен лидер на страната. Неговият статут като лидер е потвърден, когато той е избран без възражения от страна на хората на 9 март 2014 г., с рекорден брой от избирателите.

## Председатели на президиума
- Ким Ду-Бон (1948 – 1957)
- Чхве Йонг-Гон (1957 – 1967)
- Пек Нам-Ун (1967 – 1972)
- Хван Чжан-Йоп (1972 – 1983)
- Ян Хен-Соб (1983 – 1998)
- Ким Йонг-Нам (1998 – 2019)
- Choe Ryong-hae (2019-)

## Функции на ВНС
- Приемане, изменение или допълнение на нормативни актове от конституцията.
- Определяне на държавната политика и бюджети.
- Избор на председател, заместник-председател и членове на Националната комисия по отбрана.
- Избор на председател и други членове на Президиума.
- Избор на юридически служители.
- Определяне на премиера, заместник-премиерите и други членове на кабинета.
- Получаване на доклади и приемане на мерки за кабинета.[4]

## Функции на президиума
- Свиква заседания на върховното народно събрание.
- Разглежда и одобрява ново държавно законодателство, когато ВНС е във ваканция.
- Интерпретира и приема конституцията и законодателството.
- Формира или разпуска държавни министерства.
- Контролира законите на държавните органи.
- Организира избори за Върховно народно събрание.
- Ратифицира договори с чужди страни.
- Назначава, прехвърля или отстранява служители и съдии, когато ВНС не е в сесия.
- Предоставя специални извинения или амнистии.